# Магомедов, Ражаб Мутаалимович
Ража́б Мутаали́мович Магоме́дов (род. 3 октября 2000, Октябрьское, Дагестан) — российский футболист, полузащитник махачкалинского «Динамо».

## Биография
Родился в селе Октябрьское, Хасавюртовского района.
В 2008 года начал заниматься футболом в махачкалинской РДЮСШ. В 2012 году прошёл отбор в академию «Анжи».
С 2018 года начал выступать в молодежном первенстве за «Анжи».
В июле 2019 года перешёл в основную команду Анжи». 16 июля 2019 года в матче первенства ПФЛ против «Спартака-Нальчик» дебютировал в профессиональном футболе.
11 июля 2022 года подписал контракт с махачкалинским «Динамо». 24 июля 2022 года дебютировал за клуб в Первой лиге в матче против «Велеса» .
14 июля 2023 года продлил контракт с «Динамо». В сезоне 2023/24 с командой стал серебряным призёром Первой лиги и вышел в РПЛ.
21 июля 2024 года сыграл дебютный матч за «Динамо» в чемпионате России против клуба «Химки».

### Семья
- Магомедов, Зикрула Мутаалимович — старший брат, футболист.

## Статистика выступлений
| Выступление        | Выступление      | Выступление      | Лига | Лига | Кубки | Кубки | Итого | Итого |
| Клуб               | Лига             | Сезон            | Игры | Голы | Игры  | Голы  | Игры  | Голы  |
| ------------------ | ---------------- | ---------------- | ---- | ---- | ----- | ----- | ----- | ----- |
| Анжи               | ПФЛ              | 2019/20          | 15   | 1    | 0     | 0     | 15    | 1     |
| Анжи               | ПФЛ              | 2020/21          | 13   | 3    | 1     | 0     | 14    | 3     |
| Анжи               | Второй дивизион  | 2021/22          | 32   | 14   | 2     | 0     | 34    | 14    |
| Анжи               | Итого            | Итого            | 60   | 18   | 3     | 0     | 63    | 18    |
| Динамо (Махачкала) | Первая лига      | 2022/23          | 31   | 5    | 3     | 2     | 34    | 7     |
| Динамо (Махачкала) | Первая лига      | 2023/24          | 30   | 7    | 1     | 0     | 31    | 7     |
| Динамо (Махачкала) | РПЛ              | 2024/25          | 25   | 0    | 8     | 0     | 33    | 0     |
| Динамо (Махачкала) | РПЛ              | 2025/26          | 5    | 0    | 2     | 0     | 7     | 0     |
| Динамо (Махачкала) | Итого            | Итого            | 91   | 12   | 14    | 2     | 105   | 14    |
| Всего за карьеру   | Всего за карьеру | Всего за карьеру | 151  | 30   | 17    | 2     | 168   | 32    |

## Достижения
«Динамо» (Махачкала)
- Серебряный призёр Первой лиги: 2023/24